# Peter Mogensen (kommentator)
 Der er flere personer med dette navn, se Peter Mogensen.
Peter Mogensen (født 6. januar 1965) er en dansk økonom, der har været redaktionschef for det politiske stofområde og politisk kommentator på Politiken. Desuden medvirker han i programmerne Mogensen og Kristiansen og Tirsdagsanalysen på TV 2 News sammen med Michael Kristiansen. 
Peter Mogensen blev student ved Greve Gymnasium, og han er uddannet cand.oecon. fra Aarhus Universitet i 1991, og har undervist i økonomi på Handelshøjskolen i København. Fra 1997-2000 var han sekretariatschef og politisk rådgiver for daværende statsminister Poul Nyrup Rasmussen. Han har desuden arbejdet i Finansministeriet hvor han bl.a. var ministersekretær for daværende finansminister Mogens Lykketoft (1995-1997) og har været international partner i konsulentfirmaet Accenture.
I august 2011 tiltrådte han som direktør for den politiske tænketank Kraka, og forlod derfor sin stilling som politisk kommentator på Politiken.
I 2021 er han både direktør i Kraka og i konsulenthuset Kraka Advisory.

## Privatliv
Peter Mogensen var gift med økonom Louise Mogensen fra 1999 til 2010. De lærte oprindelig hinanden at kende, da hun var studentermedhjælp for ham under hans ansættelse i Finansministeriet. De har tre børn sammen.